# 新斯帕斯科耶區

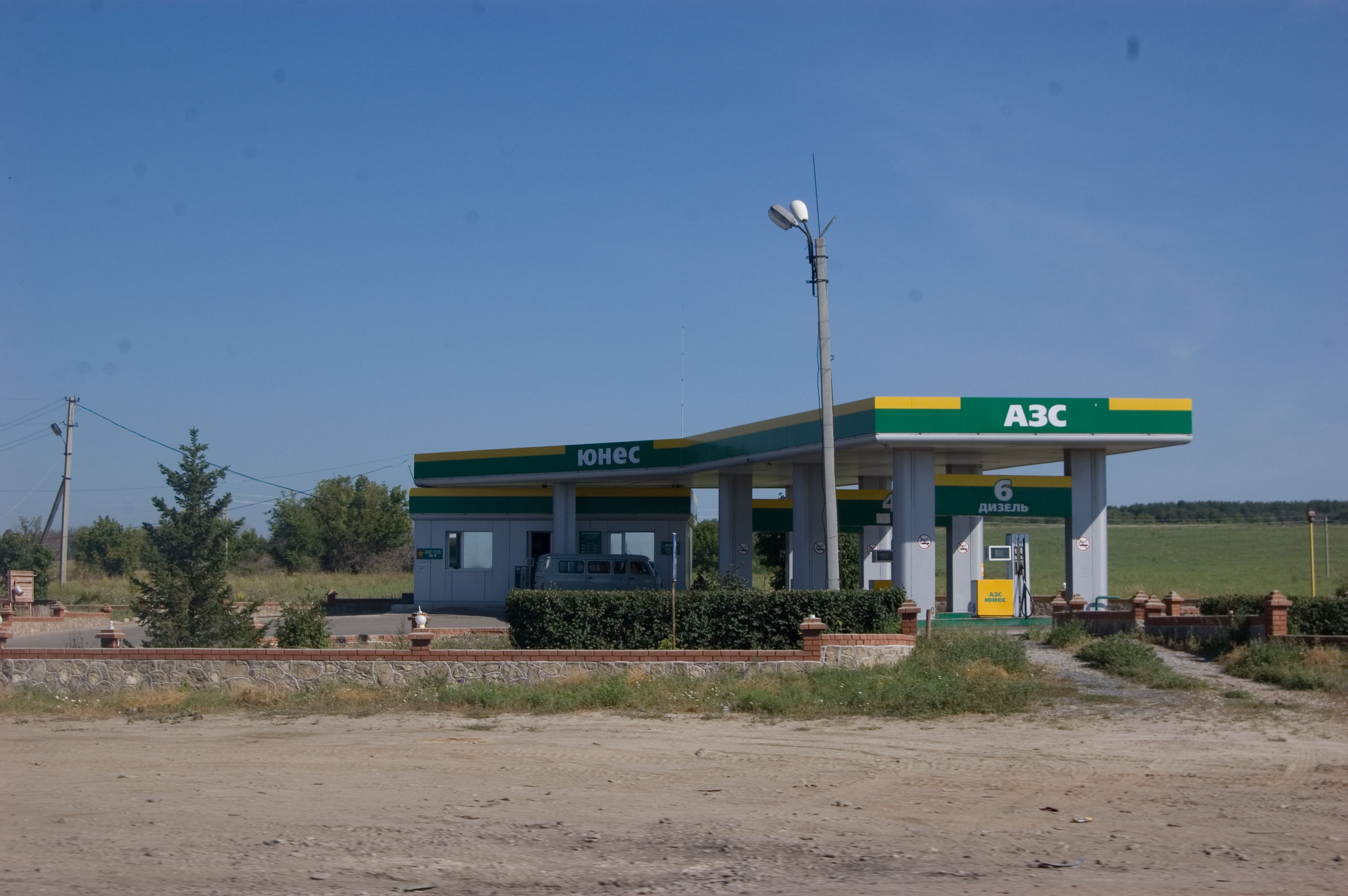

53°08′45″N 47°45′30″E / 53.14583°N 47.75833°E
新斯帕斯科耶區（俄语：Новоспасский район），是俄羅斯的一個區，位於該國西南部，由烏里揚諾夫斯克州負責管轄，面積1,301.1平方公里，2010年人口22,478，人口密度每平方公里17.28人。